# 金魚 (2018年電影)
《金魚》是一部臺灣動畫短片，由王登鈺所執導，並獲得金馬獎最佳動畫短片。

## 獎項
| 年度   | 頒獎典禮         | 獎項         | 獲提名   | 結果 |
| ------ | ---------------- | ------------ | -------- | ---- |
| 2019年 | 東京動畫獎       | 短片競賽     | 《金魚》 | 提名 |
| 2019年 | 2019年臺北電影獎 | 最佳動畫片   | 《金魚》 | 提名 |
| 2019年 | 臺中國際動畫影展 | 臺灣動畫獎   | 《金魚》 | 獲獎 |
| 2019年 | 第56屆金馬獎     | 最佳動畫短片 | 《金魚》 | 獲獎 |

## 外部連結
- 開眼電影網上《金魚》的資料（繁體中文）
- 豆瓣电影上《金魚》的資料 （简体中文）
- 互联网电影数据库（IMDb）上《金魚》的资料（英文）